# Терор (роман)
«Терор» (англ. The Terror) — історичний роман 2007 року американського письменника Дена Сіммонса, написаний у жанрі містичного трилера. В основі сюжету лежить реальна історія арктичної експедиції Джона Франкліна на кораблях «Терор» і «Еребус», що відбулася у 1845-1848 роках, через Північно-Західний прохід, яку автор переплітає з фантастичною історією про монстра.

## Сюжет
Історія починається взимку 1845 року. Два кораблі «Терор» та «Еребус» під командуванням сера Джона Франкліна залишають береги Англії і вирушають на пошуки морського шляху, що проходить по Північному Льодовитому океану, і з'єднує Атлантичний океан з Тихим океаном через північне узбережжя Північноамериканського континенту. Кораблі вже не перший раз вирушали в Арктику, і тепер вони були ще й спеціально обладнані для того, щоб впоратися з суворою арктичною зимою. На борту був екіпаж загалом 129 чоловіків серед яких були офіцери, матроси а також цивільні фахівці. Місія екіпажу полягала у тому, щоб розвідати та продовжити рух по Північно-Західному Проходу. Експедиція не увінчалася успіхом. До 1849 року було здійснено багато безуспішних рятівних експедицій, але не було знайдено ні суден, ні жодних живих членів екіпажу, вони не змогли навіть відновити подробиці трагедії.

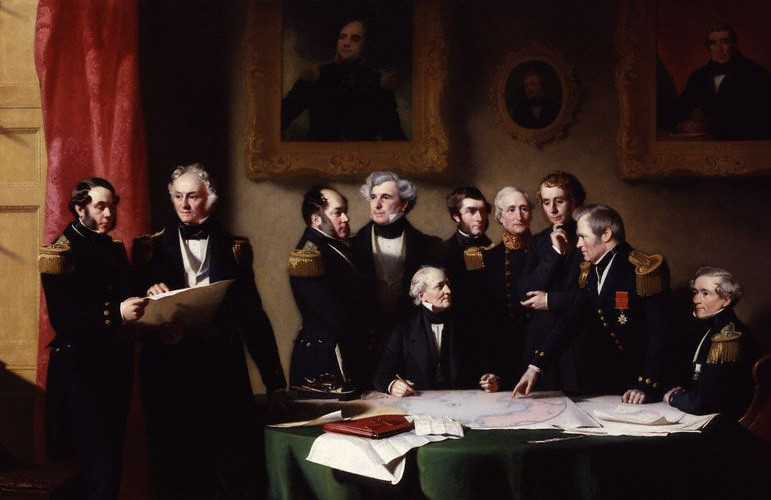
«Арктична Рада розробляє план пошуку Дж. Франкліна», 1851. Художник С. Пірс

Роман — з історичних джерел та свідчень, зібраних і задокументованих вченими протягом багатьох років — ретельно реконструює ті події. Пройшовши досить далеко на північ, обидва судна виявляються з усіх боків затертими паковими льодами. Спочатку була надія, що лід розтане і дасть продовжити шлях, але минуло одне літо, друге, а льоди так і не відпустили бранців.
Керівник експедиції сер Джон Франклін помер у червні 1847 року і був похований на західному узбережжі острова, відомого як Земля Короля Вільгельма. Після смерті капітана корабль сів на мілину, а ті члени екіпажу, що залишилися в живих, протягом двох років робили відчайдушні спроби на крижині, а потім по суші, на південь, дістатися території Канади. Але під час тих нескінченних поїздок, зникли назавжди і більшість з них — безслідно.
Автор роману домислює і збагачує своєю фантазією всі сторони життя які залишилися незрозумілими і незадокументованими, перебудувавши таким чином, всі деталі останніх років життя екіпажу, з особливою увагою до долі деяких з них, в тому числі до долі Френсіса Крозьє, капітана Терора, ірландця за походженням, який після смерті сера Джона Франкліна прийняв на себе командування експедицією. Оповідач обережно, послідовно спостерігає за всіма етапами поступового спуску у підземний світ, де жив екіпаж, що був змушений боротися з суворим кліматом, несприятливим і жахливими наслідками дії холоду на організм людини, труднощами нормування палива та їжі, з поступовим поширенням психофізичних та фізичних захворювань (у тому числі на цингу і ботулізм), з невдоволенням, страхом і неминучою спробою заколоту. За всім цим холоднокровно спостерігає незворушна леді Безмовна, ескімоска, випадково зустрінута і підібрана моряками. Таємнича дівчина то кудись зникає, то з'являється знову. Ще експедицію переслідує Туунбак — чудовисько, схоже на величезного білого ведмедя заввишки більше чотирьох метрів. Підступне і невразливе створіння, яке вбиває і пожирає моряків одного за іншим. Ескімоси вважали його Тупілаком — злим духом, створеним богинею Седною, щоб убити двох інших богів, Сайлу та Анингата. Туунбак звернувся проти своєї створювачки і був скинутий на Землю. Ім'я Туунбак означає «злий дух», а його прототипами можна вважати гігантських ведмедів ескімоської міфології — Нанурлука і Кукувеака. Втративши чимало людей, капітан «Терору» Френсіс Крозьє приймає рішення залишити кораблі. Починається болісна подорож по нескінченних льодах, де не тільки голод, холод і хвороби косять людей, але і людські підлість і зрада.

## Персонажі

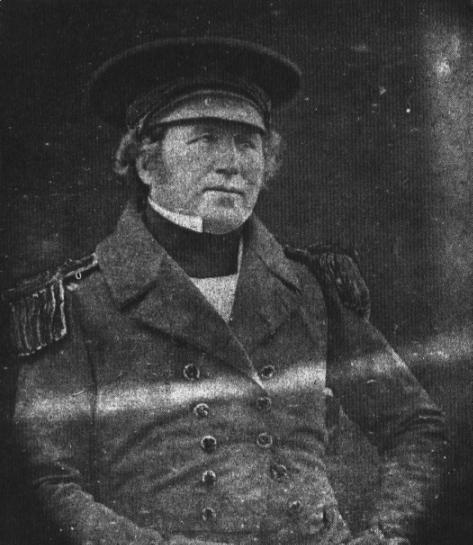
Френсіс Крозьє. Дагерротип сер. XIX ст.

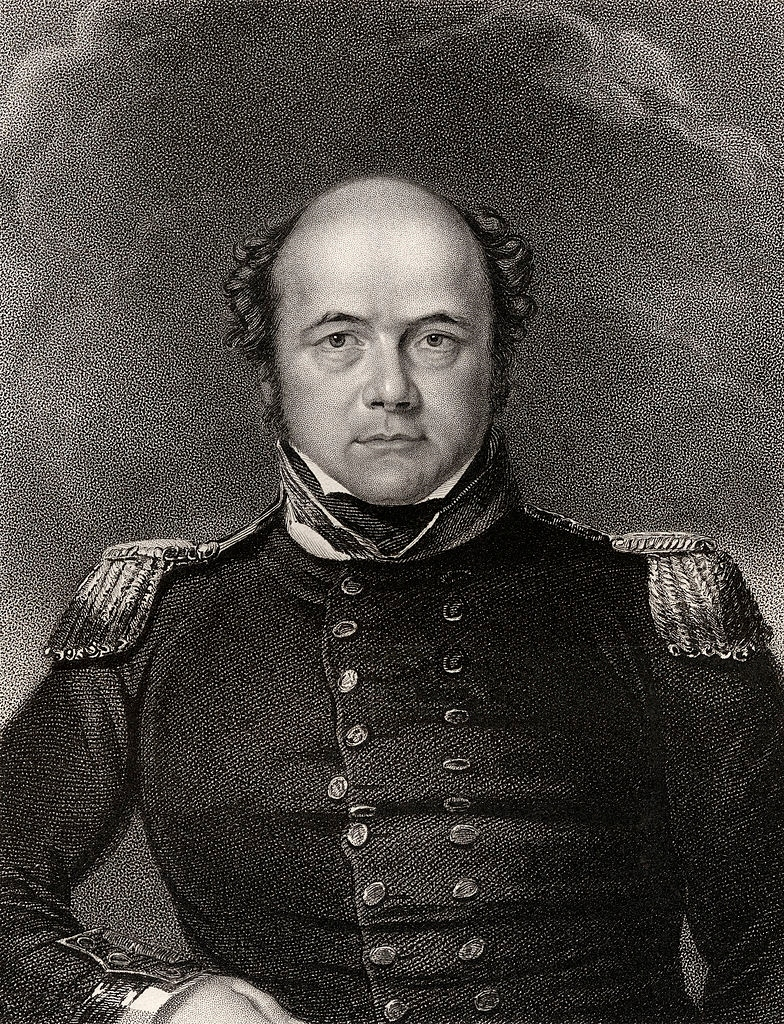
Джон Франклін, гравюра XIX ст.

- Сер Джон Франклін — начальник експедиції, номінальний капітан флагманського корабля «Еребус». Гине 11 червня 1847 р., розірваний на частини жахливою істотою.
- Френсіс Крозьє — капітан корабля «Терор». Ставши начальником експедиції після смерті Франкліна, приймає рішення покинути намертво вмерзлі в лід кораблі і вести команду спочатку на берег острова Кінг-Вільям, а потім до гирла річки Бак, щоб піднятися нею до Великого Невільничого озера. Люди тягнуть важкі сани з човнами і припасами, але не знайшовши разводдя, щоб плисти до устя ріки, повертаються на острів. Від екіпажу відкололася група під командуванням матроса Корнеліуса Хіккі, який вирішує повернутися назад до кораблів. Крозьє, якого хитрістю заманив Хіккі під кригу і важко поранив, рятує Безмовна.
- Джеймс Фітцджеймс (James Fitzjames) — командор, а фактично — капітан «Еребуса» ще при Франкліні.
- Корнеліус Хіккі (Cornelius Hickey) — помічник конопатчика з «Терору», неформальний лідер корабельної команди, злий і підступний чоловік.
- Гаррі Д. С. Гудсер (Harry Goodsir) — фельдшер з «Еребуса», єдиний лікар експедиції після загибелі колег під час так званого «Другого Великого Венеціанського карнавалу» (розважальний захід влаштований екіпажами кораблів у новорічну ніч 1847/1848).
- Джон Ірвінг (John Irving) — третій лейтенант з «Терору».
- Томас Бленкі (Thomas Blanky) — льодовий лоцман c «Терору».
- Гаррі Пеглар (Henry Peglar) — фор-марсовий старшина з «Терору».
- Грем Гір (Graham Gore) — перший лейтенант з «Еребуса», першим з учасників експедиції став жертвою чудовиська.
- Джон Брідженс (John Bridgens)
- Чарльз Діво (Charles DeVoeux)
- Роберт Голдінг (Robert Gol Ding)
- Томас Джонсон (Thomas Johnson)
- Безмовна — молода ескімоска на ім'я Силна з роду сиксам іеа («небесних повелителів духів»), створених шаманами, щоб перешкодити Туунбаку вбивати людей. Сиксам іеа присвячують життя спілкуванню з Туунбаком, який позбавляє їх можливості розмовляти з собі подібними. Силна і її батько натрапили на загін лейтенанта Гора, відправлений Франкліном на острів Кінг-Вільям. При цьому батько дівчини був смертельно поранений випадковим пострілом англійців.

## Ідея роману
Ідея написання роману виникла у Сіммонса після того, як він прочитав примітку про експедицію Франкліна в книзі сера Ранульфа Файнса «Гонка до Полюса: трагедія, героїзм та антарктична експедиція Скотта» (англ. Race to the pole: tragedy, heroism, and Scott's Antarctic quest) — про це він згадує у післямові до роману. У післямові до свого роману Ден Сіммонс наводить великий перелік джерел: книг, ілюстрацій, географічних карт, на які він спирався в ході написання книги.

## Видання роману
«Терор» є двадцять шостим за рахунком романом Дена Сіммонса. Вперше виданий у 2007 році американським видавництвом «Little, Brown and Company», що входить до групи «Hachette Book». В подальшому роман неодноразово видавався в аудіо-версії. У США книга вийшла у двох варіантах: м'яка обкладинка і тверда обкладинка.

## Відгуки та премії
У 2007 році роман «Терор» увійшов до десятки кращих книг року за версією різних зарубіжних видань, у тому числі Entertainment Weekly , USA Today, а також до Топ 10 Стівена Кінга. У 2008 році роман «Терор» був одним з шести номінантів премії British Fantasy Award. Роман був із захопленням зустрінутий критиками провідних зарубіжних видань. Так, газета " Вашингтон Пост порівняла працю, яку взяв на себе Ден Сіммонс, вирішивши відобразити це «поєднання історичного реалізму, готичного жаху і давньої міфології», з прогулянкою по тонкому льоду, відзначаючи при цьому, що всякий, хто не володіє мистецтвом розповіді Сіммонса, неминуче провалився б під лід («… anyone without Simmons's mastery narrative of craft would have undoubtedly fallen through»). Серед письменників роман також знайшов самі схвальні відгуки. Визнані майстри фантастичного жанру Стівен Кінг і Дін Кунц назвали Дена Сіммонса блискучим автором, який вселяє благоговіння.

## Екранізація
У 2017 році відбулася прем'єра телесеріалу «Терор» від каналу AMC. Головними продюсерами серіалу стали Девід Каджганич і Су Х'ю, автор роману Ден Сіммонс призначений співпродюсером. У головних ролях — Джаред Гарріс, Тобайас Мензіс, Кіаран Хайндс.

## Переклади українською
- Ден Сіммонс. Терор. Переклад з англійської: Антон Санченко. Київ: «Видавництво Жупанського». 2019. 672 с. ISBN 978-617-758-510-6